# Louis Fourès
Louis Fourès est un homme politique français né le 9 février 1879 à Montpellier (Hérault) et décédé le 20 juillet 1940 à Paris.
Avocat, il est conseiller municipal de Paris de 1929 à 1940 et député de la Seine de 1932 à 1936, inscrit au groupe du Centre républicain.

## Sources
- « Louis Fourès », dans le Dictionnaire des parlementaires français (1889-1940), sous la direction de Jean Jolly, PUF, 1960 [détail de l’édition]